# トレイ・ランス
トレイ・オーブリー・ランス（Trey Aubrey Lance, 2000年5月9日 - ）は、アメリカ合衆国ミネソタ州マーシャル出身のプロアメリカンフットボール選手。NFLのロサンゼルス・チャージャーズに所属している。ポジションはクォーターバック。

## 経歴

### 大学時代
2018年にノースダコタ州立大学に入学、2019年シーズンから先発クォーターバックとして起用された。
クォーターバックでありながらランプレーも可能なモバイルQBであり、先発に起用された2019年にはラッシングヤード1,100ヤードを記録している。
2020年シーズン終了後、4年目のシーズンをプレーせずに2021年のNFLドラフトにエントリーすることを表明した。
| 年度 | 試合 | 試合 | パス | パス | パス     | パス        | パス             | パス | パス | パス          | ラン | ラン        | ラン             | ラン |
| 年度 | 出場 | 先発 | 成功 | 試投 | 成功確率 | 獲得 ヤード | 平均 獲得 ヤード | TD   | Int  | レイテ ィング | 回数 | 獲得 ヤード | 平均 獲得 ヤード | TD   |
| ---- | ---- | ---- | ---- | ---- | -------- | ----------- | ---------------- | ---- | ---- | ------------- | ---- | ----------- | ---------------- | ---- |
| 2018 | 2    | 0    | 1    | 1    | 100      | 12          | 12               | 0    | 0    | 200.8         | 8    | 82          | 10.3             | 2    |
| 2019 | 16   | 16   | 192  | 287  | 66.9     | 2,786       | 9.7              | 28   | 0    | 180.6         | 169  | 1,100       | 6.5              | 14   |
| 2020 | 1    | 1    | 15   | 30   | 50       | 149         | 5                | 2    | 1    | 107.1         | 15   | 143         | 9.5              | 2    |
| 通算 | 19   | 17   | 208  | 318  | 65.4     | 2,947       | 9.3              | 30   | 1    | 173.8         | 192  | 1,325       | 6.9              | 18   |

### サンフランシスコ・フォーティーナイナーズ
大学時代での活躍により、2021年のNFLドラフトで彼は1巡目の早い段階での指名が予想されていた。ランスは1巡目全体3位の指名権を持つサンフランシスコ・フォーティーナイナーズにより指名されたが、ドラフト前の指名予想では、フォーティーナイナーズは同じくクォーターバックで評価が高かったマック・ジョーンズを指名すると予想されていたため、この指名は驚きを持って受け止められた。ランスは、フォーティーナイナーズにとって2005年のアレックス・スミス以来の高順位でドラフト指名を受けたクォーターバックとなり、同じノースダコタ州立大学のクォーターバックでは、2016年のカーソン・ウェンツに次いで2番目に高いドラフト指名を受けた。2021年7月に4年間のルーキー契約を結んだ。
2021年シーズンはジミー・ガロポロのバックアップQBとして2試合の先発出場にとどまり、うち1試合は勝利に貢献した。
2022年シーズンはシーズン初めから先発QBとなるも、二試合目にシーズン内復帰不可能とされる負傷を負った。

### ダラス・カウボーイズ
2023年シーズン前のトレーニング・キャンプでは、前シーズンで活躍したブロック・パーディやフリー・エージェントで加入したサム・ダーノルドの後塵を拝して第3QBとなった。シーズン開幕直前の8月末、2024年ドラフトの4巡目指名権と交換にダラス・カウボーイズにトレードされた。2023年には全く試合に出場せず、2024年には4試合の出場にとどまった。

### ロサンゼルス・チャージャーズ
2025年4月、ロサンゼルス・チャージャーズと契約した。

## 私生活
弟のブライスは、ワイドレシーバーとして2021年にランスと同じノースダコタ州立大学に入学した。